# Старша сестра (фільм)
«Старша сестра» — радянський художній фільм, знятий в 1966 році Георгієм Натансоном за п'єсою Олександра Володіна «Моя старша сестра».

## Сюжет
Сироти Лідія і Надія давно живуть під опікою свого дядька, що взяв їх на виховання з дитячого будинку. Дядько щиро мріє про щасливе життя для племінниць, і дівчата часто наперекір власним долям слідують його порадою. Так, старша сестра — Надія — відмовляється від своєї мрії і робить все, щоб молодша стала актрисою, але через роки все ж сама приходить в театр.

## У ролях
- Тетяна Дороніна — Надя, старша сестра
- Наталія Тенякова — Лідія, молодша сестра
- Михайло Жаров — Дмитро Петрович Ухов (дядько Митя)
- Віталій Соломін — Кирило
- Леонід Куравльов — Володя
- Валентина Шарикіна — Шура
- Євген Євстигнєєв — Огородніков
- Олег Басілашвілі — Олег Мединський
- Інна Чурикова — Неллі (Чаклунка)
- Софія Пилявська — член приймальної комісії
- Павло Массальський — Павло Володимирович, член приймальної комісії
- Олександра Данилова — колега по службі Наді
- Віктор Іллічов — абітурієнт
- Віктор Маркін — Віктор, член приймальної комісії

## Знімальна група
- Сценарист:  Олександр Володін
- Режисер:  Георгій Натансон
- Оператор: Валерій Владимиров
- Художник-постановник:  Семен Ушаков
- Звукорежисер:  Веніамін Кіршенбаум
- Композитор:  Владлен Чистяков